# 불닭볶음면
불닭볶음면(영어: Hot Chicken Flavor Ramen)은 식료품 회사 삼양식품이 2012년 4월부터 시판 및 판매하고 있는 라면이다. 

## 역사
봉지라면은 2012년 4월 13일에 처음 출시되었다. 컵라면의 경우, 큰 컵은 2012년 6월, 작은 컵은 2013년 11월에 출시되었다. 2014년 3월에 봉지, 용기면 합산 누적 판매 1억 개를 달성했다.
2018년 상반기에는 불닭볶음면과 짜장라면을 섞어 먹는 소비자의 인기 레시피를 제품화 한 '짜장불닭볶음면'과 불닭볶음면 소스로 만든 '불닭 후랑크'를 출시했다. 그리고 불닭볶음면의 여러 가지 파생형인 치즈 불닭 볶음면, 까르보불닭볶음면, 불닭 쫄면, 미트볼 스파게티 불닭볶음면, 떡볶이 불닭볶음면 등 새로운 불닭볶음면이 시중에 판매되고 있다. 또한 불닭볶음면은 삼양식품의 매출을 뒷받침하는 대표적인 상품이며, 2016년 하반기부터 불닭볶음면의 수출이 증가하면서 삼양식품의 전체 매출액 중 불닭볶음면이 차지하는 비중이 가파르게 늘었다. 2017년에는 불닭볶음면이 삼양식품의 전체 수출액 중 85% 이상, 전체 매출액의 55%를 차지했다. "불닭볶음면"이 본격적으로 팔리기 시작한 2016년에는 삼양식품의 매출이 3593억원으로 23.5% 성장한데 이어, 2017년에는 4,500억원(추산치)의 매출을 올려 연속적으로 두 자릿수 성장률을 기록했다. 이로 인해 삼양식품은 '2017년도 제54회 무역의 날' 행사에서 '1억불 수출의 탑'을 받았다. 매운 정도를 나타내는 스코빌 지수가 4404SHU 정도로 매운 라면 순위(국내 기준) 6위이다.
2024년 덴마크에서 일부 제품이 리콜되었다. 덴마크 수의식품청은 해당 제품의 캡사이신 수치가 너무 높아 소비자가 "급성 중독"의 위험이 있다고 밝혔다.

## 제품군
삼양라면측의 홈페이지를 참고. 제품별로 중량 · 칼로리가 각각 다르다.
삼양불닭볶음면 x 산리오캐릭터즈
|  | 유형 | 상품명                                  | 판매기간        | 누적판매량 | 산리오캐릭터즈 |
|  | --- | --------------------------------------- | --------------- | ---------- | -------------- |
|  | 오리지널(쿠로미)                                                                                             | 불닭볶음면                              | 2012-04~        |            |                |
|  | | 큰컵불닭볶음면                          | 2012-06~        |            |                |
|  | | 컵불닭볶음면                            | 2013-11~        |            |                |
|  | 치즈(폼폼푸린)                                                                                               | 치즈불닭볶음면                          | 2016-03~        |            |                |
|  | | 큰컵치즈불닭볶음면(Mr. Men Little Miss) | 2016-03~        |            |                |
|  | | 4가지치즈불닭볶음면                     | 2021-05~        |            |                |
|  | | 큰컵4가지치즈불닭볶음면                 | 2021-05~        |            |                |
|  | 탕(롤로매닉)                                                                                                 | 큰컵불닭볶음탕면                        | 2016-08~        |            |                |
|  | 카레(어그레츠코)                                                                                             | 커리불닭볶음면                          | 2017-05~        |            |                |
|  | 까르보(마이멜로디)                                                                                           | 까르보불닭볶음면                        | 2017-12~        | 1억        |                |
|  | | 큰컵까르보불닭볶음면                    | 2017-12~        |            |                |
|  | 크림(시나모앤젤스)                                                                                           | 크림까르보불닭볶음면                    | 2020-09~        |            |                |
|  | | 큰컵크림까르보불닭볶음면                | 2020-09~        |            |                |
|  | 짜장(케로피)                                                                                                 | 큰컵짜장불닭볶음면                      | 2018-03~        |            |                |
|  | 김치(리틀트윈스타)                                                                                           | 김치불닭볶음면                          | 2018-12~        |            |                |
|  | | 핵불닭볶음면 mini                       | 2019-03~2019-06 |            |                |
|  | 쫄볶이(헬로키티)                                                                                             | 큰컵 쫄볶이 불닭볶음면                  | 2018-12~        |            |                |
|  | 라이트(배츠마루)                                                                                             | 라이트 불닭볶음면                       | 2019-10~        |            |                |
|  | 미트스파게티(포차코)                                                                                         | 미트스파게티 불닭볶음면                 | 2019-12~        |            |                |
|  | | 큰컵 미트스파게티 불닭볶음면            | 2019-11~        |            |                |
|  | 짬뽕(턱시도샘)                                                                                               | 불닭짬뽕비빔면                          | 2020-04~        |            |                |
|  | 쿨(시나모롤)                                                                                                 | 쿨불닭비빔면                            | 2020-03~        |            |                |
|  | 포켓몬(피카츄,파이리,이상해씨,꼬부기,뮤,팬텀,이브이,잠만보,망나뇽,이브이,뮤츠,고우스트,고오스,나옹,라프라스) | 포켓몬불닭볶음면                        | 2025-04~        |            |                |

## 갤러리

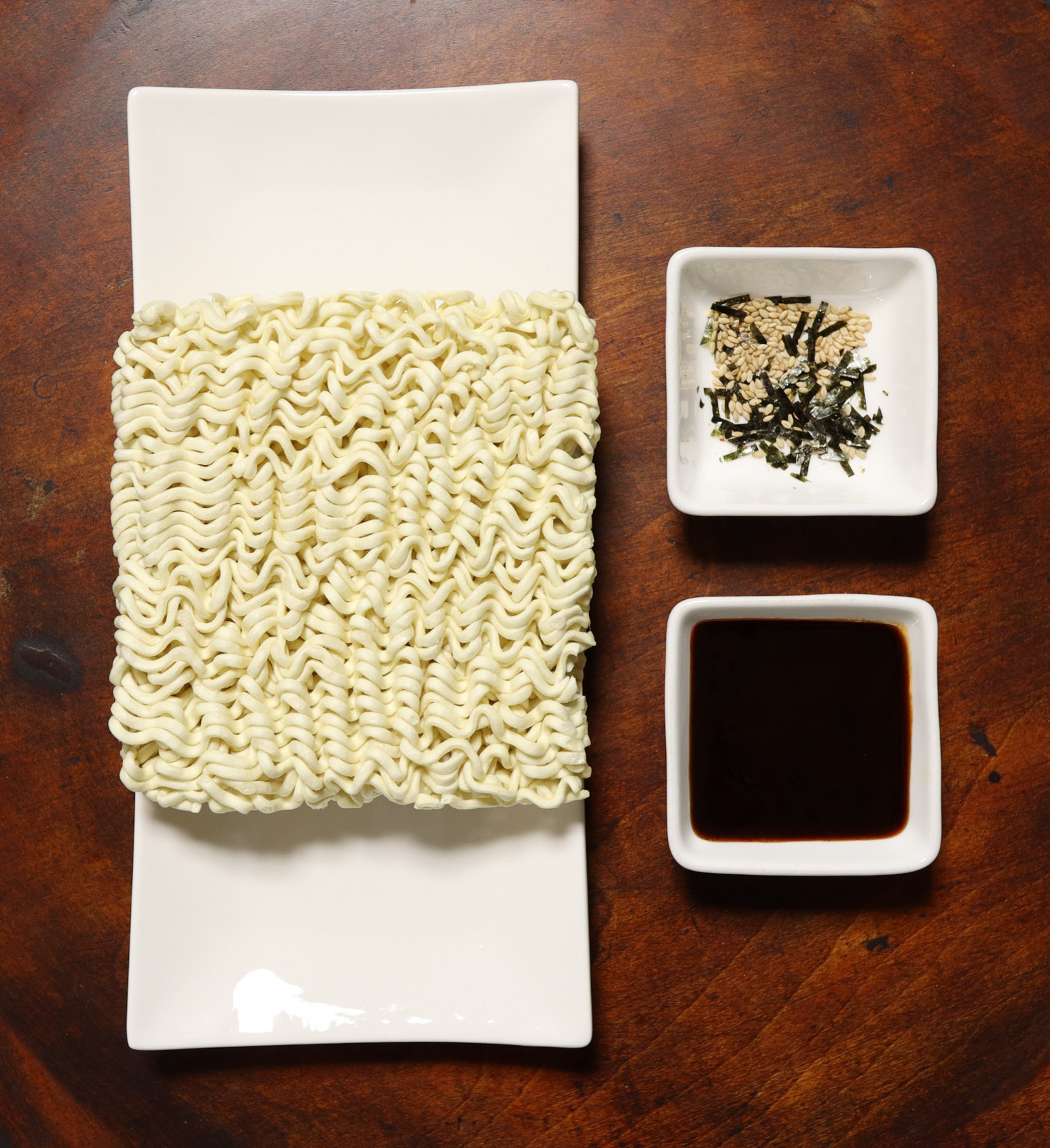
불닭볶음면 재료
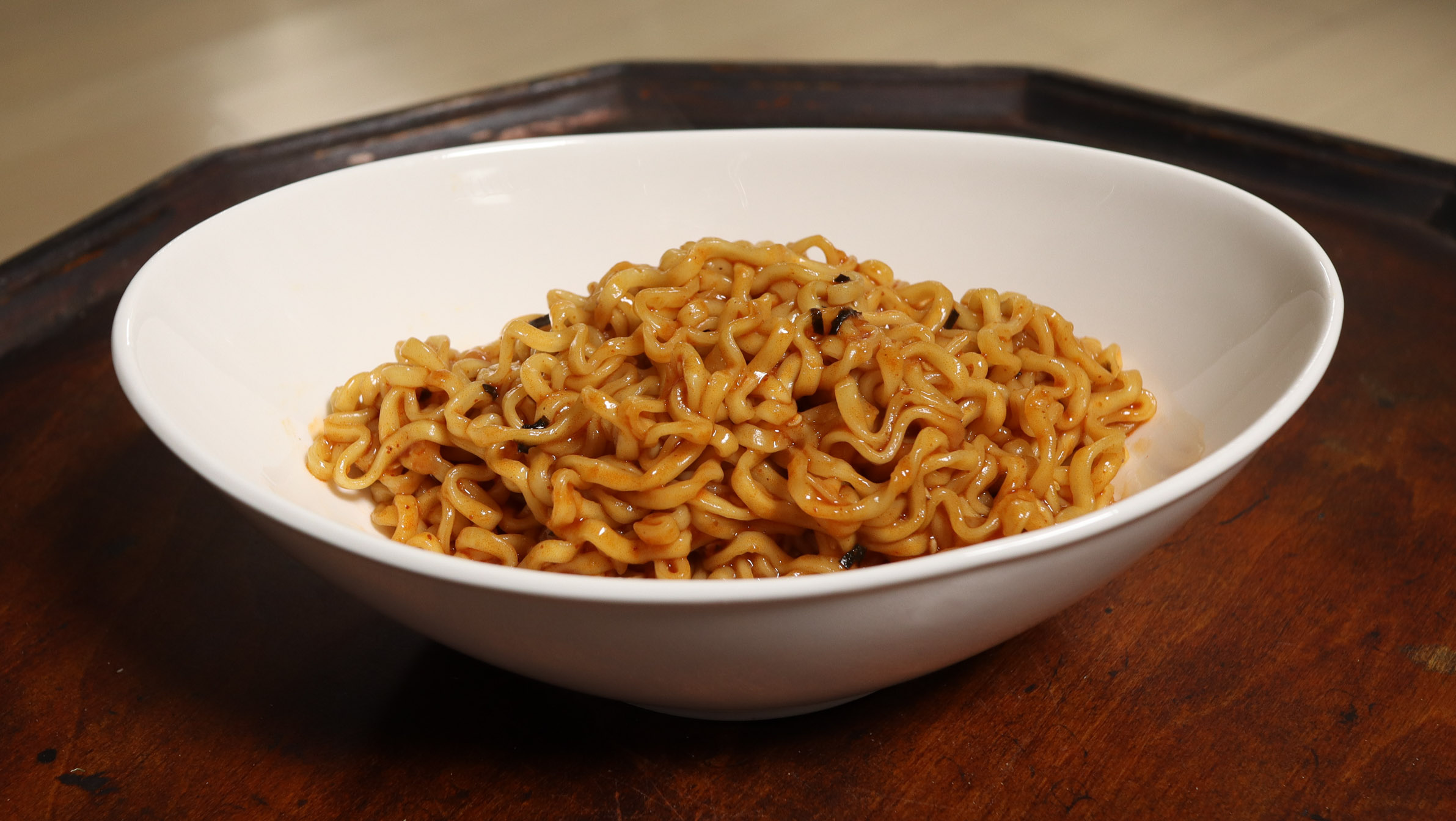
불닭볶음면 밑면
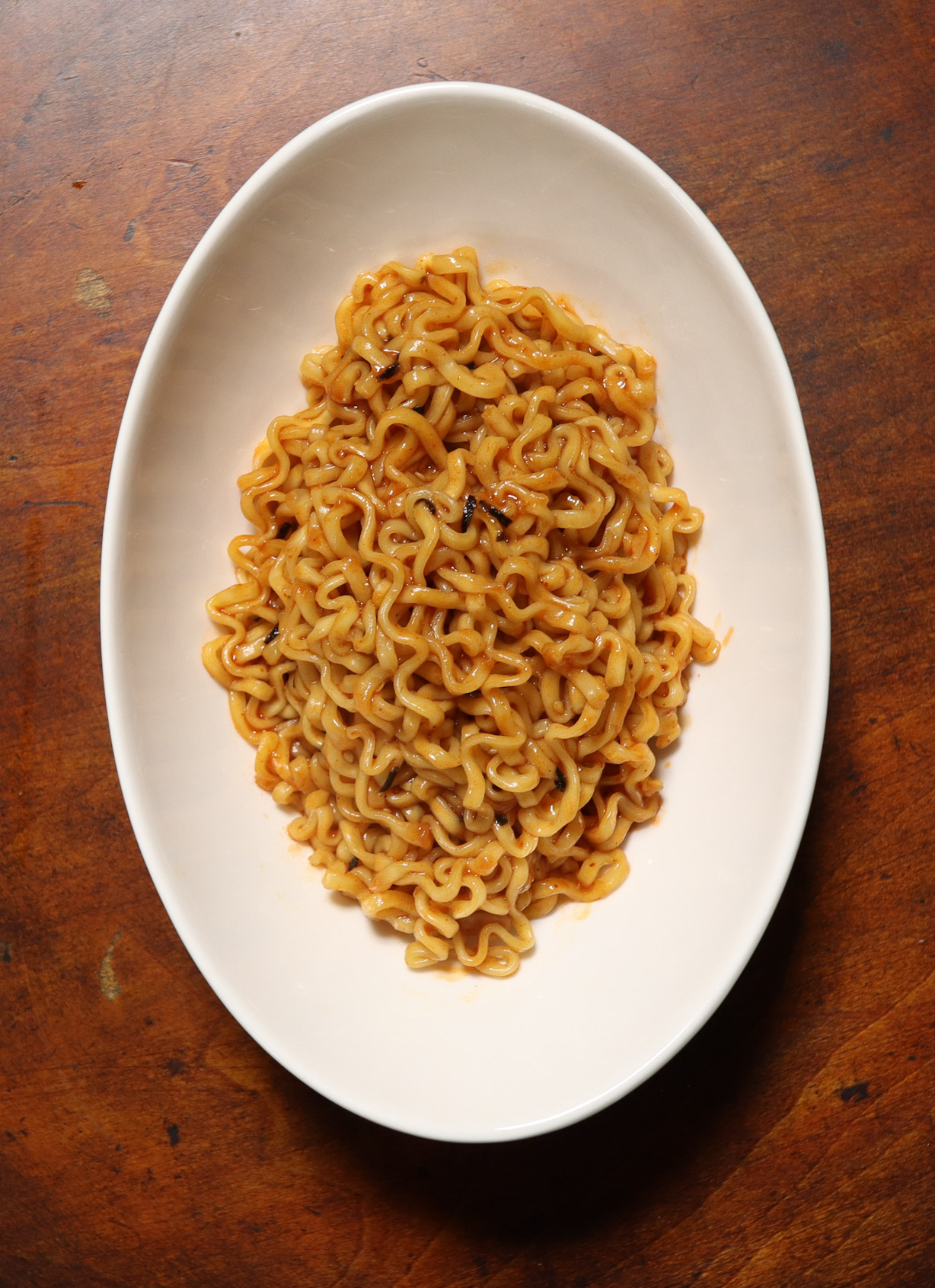
불닭볶음면 윗면
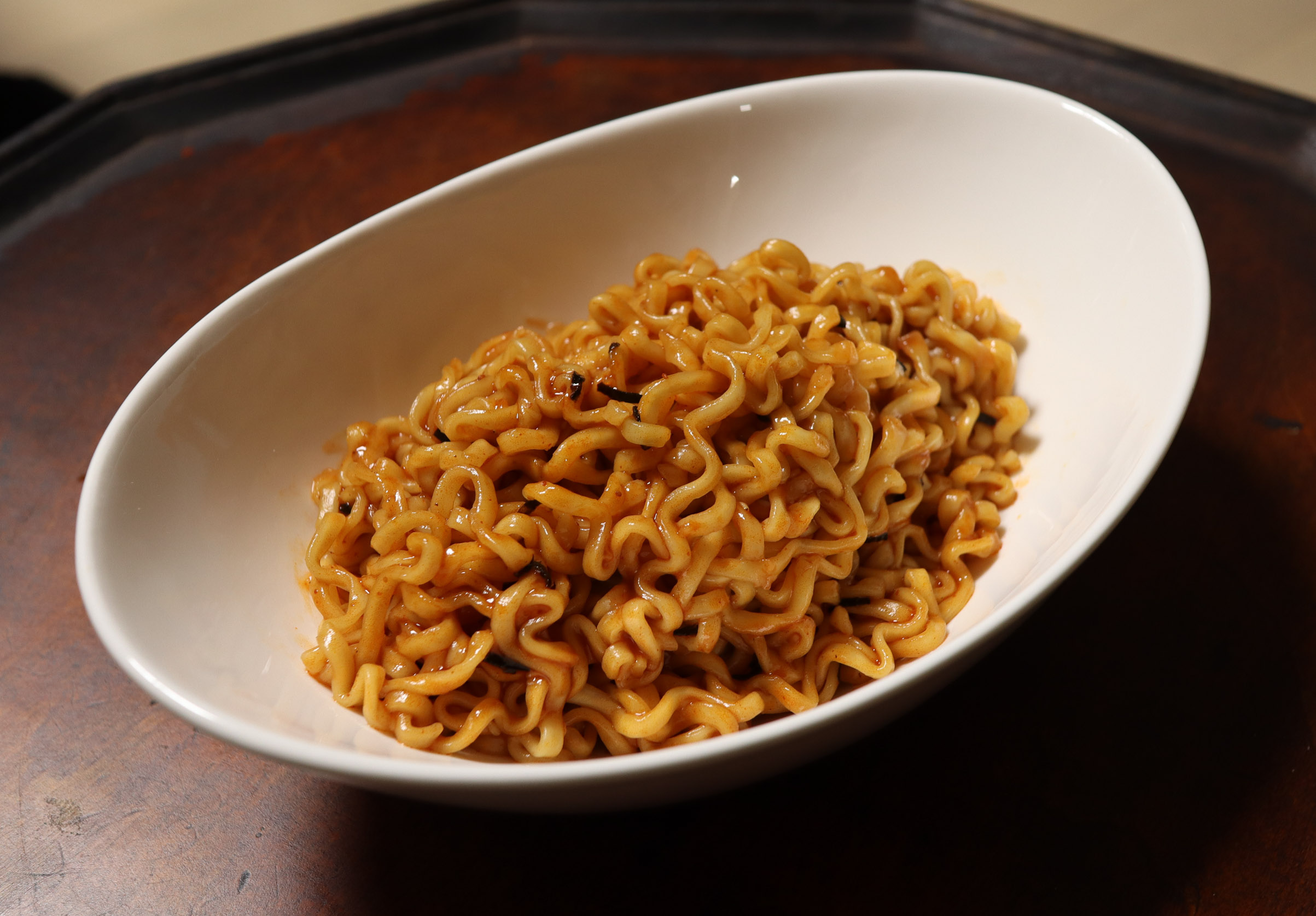
불닭볶음면

## 같이 보기
- 한국 요리
- 불닭